# Les Enfants du péché : Les Racines du mal
Série Les Enfants du péché
Secrets de famille
(2015)
Pour plus de détails, voir Fiche technique et Distribution.
Les Enfants du péché : Les Racines du mal (Seeds of Yesterday) est un téléfilm américain réalisé par Shawn Ku, diffusé en 2015.
C'est le quatrième et dernier volet de la série de téléfilms adaptée de la série littéraire Fleurs captives de Virginia C. Andrews. Ce quatrième volet est adapté du quatrième roman intitulé Les Racines du passé.
Il est diffusé le 12 avril 2015 sur Lifetime. En France, il diffusé pour la première fois le 4 septembre 2015 sur TF1 et au Québec, l'intégralité de la série de téléfilms est disponible depuis le 31 mars 2016 sur le service ICI TOU.TV.

## Synopsis
Bart, désormais âgé de vingt-cinq ans, hérite de Foxworth Hall, la demeure maudite, qu’il restaure entièrement. À l’occasion de son anniversaire, le jeune homme y organise une grande fête et convie toute sa famille. Hélas, rien ne se passe comme prévu et son frère, Jory, se blesse gravement en dansant et devient paraplégique. Cet accident donne libre cours à la jalousie et à la rivalité qui anime les deux frères. Bart voit ressurgir ses vieux démons tandis qu’il essaie désespérément de résister à sa sœur adoptive, Cindy. Marqués du sceau de leur passé, mais à jamais unis par d'inaltérables sentiments, Cathy et Christopher devront à nouveau faire face à la malédiction qui s’abat sur leur famille depuis des générations.

## Fiche technique
Sauf indication contraire, les informations mentionnées dans cette section peuvent être confirmées par la base de données cinématographiques IMDb,  présente dans la section « Liens externes ».
- Titre original : Seeds of Yesterday
- Titre français et québécois : Les Enfants du péché : Les Racines du mal
- Réalisation : Shawn Ku
- Scénario : Darren Stein, d'après le roman Les Racines du passé de Virginia C. Andrews
- Musique : Douglas Pipes
- Décors : Janessa Hitsman
- Costumes : Claire Nadon
- Montage : Lisa Robison
- Production : Richard D. Arredondo et Harvey Kahn
- Sociétés de production : A+E Studios, Fries Film Company, Inc., Front Street Pictures et Jane Startz Productions
- Société de distribution : Lifetime
- Pays de production :  États-Unis
- Langue originale : anglais
- Format : couleur - 35 mm - 1,85:1 - son Dolby numérique
- Genre : thriller
- Durée : 86 minutes
- Dates de première diffusion : 
  - États-Unis : 12 avril 2015
  - France : 4 septembre 2015
  - Québec : 31 mars 2016

## Distribution
- James Maslow (VF : Tony Marot) : Bart Foxworth
- Rachael Carpani (VF : Chloé Berthier) : Cathy Dollanganger
- Jason Lewis (VF : Damien Ferrette) : Christopher Dollanganger
- Sammi Hanratty (VF : Camille Donda) : Cindy Sheffield
- Anthony Konechny (VF : Valéry Schatz) : Jory Marquet
- Leah Gibson (en) (VF : Adeline Moreau) : Melodie Marquet
- Nikohl Boosheri : Toni
- Andrew Herr : Lance

## Accueil

### Audience
Le téléfilm est suivi par 1,83 million de téléspectateurs lors de sa première diffusion aux États-Unis.

## Précédemment
- Les Enfants du péché (Flowers in the Attic), premier volet, diffusée en janvier 2014.
- Les Enfants du péché : Nouveau Départ (Petals on the Wind) , deuxième volet, diffusé en mai 2014.
- Les Enfants du péché : Secrets de famille (If There Be Thorns) , troisième volet, diffusé en avril 2015.